# Gama Bomb
Gama Bomb est un groupe de thrash metal nord-irlandais, originaire de Newry en Irlande du Nord. Gama Bomb est formé en 2002, ses membres sont tous originaires d'Irlande ou du Nord de l'Irlande. En 2006, le groupe publie son premier album studio, Survival of the Fastest.

## Biographie

### Débuts et succès (2002–2007)
Gama Bomb est formé en 2002, ses membres sont tous originaires d'Irlande ou du Nord de l'Irlande. Les membres du groupe s'impliquent dès le début dans Gama Bomb et sortent une première démo la même année, qui commencera à faire parler d'eux, The Survival Option pour son interprétation controversée impliquant alors le jeune groupe dans de nombreuses polémiques. Le groupe est alors condamné pour injure à caractère homophobe à la suite d'une plainte reçue par le parquet de Dijon.
En 2006, le groupe publie son premier album studio, Survival of the Fastest. L'album devait à la base être publié en 2005 en édition limitée, mais n'a jamais été mis en vente. La version de 2006 contient deux titres de plus que sa version d'origine. Il s'agit des deux titres de leur single intitulé The Fatal Mission. En mai 2007, le groupe sort un EP intitulé Zombi Brew, qui est sorti uniquement en format vinyle et dont le tirage est limité à 200 exemplaires.

### Période Earache Records (2007–2011)
En septembre de la même année, Gama Bomb annonce qu'il signe un contrat avec le label Earache Records. Le groupe apparait sur la compilation du label intitulé Thrashing Like a Maniac, avec leur titre Zombie Brew. En juillet 2008, le groupe sort un deuxième album studio, intitulé Citizen Brain, qui reçoit globalement de très bonnes critiques. Pour promouvoir leur nouvel album, le groupe part ensuite en tournée à travers l'Europe. Pendant l'été 2009, Gama Bomb participe au Hellfest en France ainsi qu'au Tuska Open Air en Finlande avec le groupe Mötley Crüe, W.A.S.P., Anthrax et Suicidal Tendencies. Pendant le mois d'août, le groupe annonce sur leur page Myspace qu'ils étaient en train d'enregistrer leur troisième album studio, Tales From the Grave in Space, dont la sortie est prévue pour le début du mois de novembre.
En mars 2010, Gama Bomb est nommé dans la catégorie de meilleur groupe underground au Metal Hammer Golden Gods Awards, perdant le titre face à Immortal. Ils jouent avec Sepultura à leur tournée britannique. Le groupe effectue sa première tournée américaine, en soutien à Overkill, Forbidden et Dirty Rotten Imbeciles, entre octobre et décembre 2010, et joue plusieurs concerts en Europe avec le guitariste Canavan, remplaçant Domo Dixon. En février 2011, Gama Bomb annonce une dernière tournée britannique pour Tales from the Grave in Space avant d'écrire un autre album en été. Le groupe joue pour la première fois en Amérique du Sud avec Dark Funeral au Brésil.

### Période AFM Records (depuis 2012)
En mars 2012, le groupe révèle sur Facebook que Byrne est hospitalisé pour une opération des cordes vocales. Entretemps, le groupe joue à Enschede, aux Pays-Bas avec McGuigan au chant. Le 3 avril 2012, le groupe annonce le départ de Graham après dix ans à la guitare. Cette séparation amicale permet à John Roche de Slave Zero de rejoindre Gama Bomb comme guitariste en 2011. En juillet 2012, le groupe célèbre son dixième anniversaire à Belfast et Dublin, avec les anciens guitaristes Canavan et Graham.
Le 28 janvier 2013, le groupe annonce son quatrième album, The Terror Tapes, au label AFM Records le 19 avril en Europe et le 22 avril au Royaume-Uni et en Irlande, suivie par sa sortie aux États-Unis le 22 mai. L'album est produit par Scott Atkins à Dublin et Suffolk. Le groupe annonce que l'album sera précédé par un single, Terrorscope, publié en téléchargement payant le 26 mars, en vinyle maxi-single 7". Byrne explique qu'« il était de donner à nos fans de la musique sans payer. » La vidéo de Terrorscope est publiée le 20 mars 2013. Le 4 mars 2013, la pochette de The Terror Tapes est révélée ; elle est réalisée par Graham Humphreys.
Le groupe entreprend la tournée européenne Speed of Sound avec Artillery et Torture Squad en mai en soutien à l'album, avant d'effectuer une série de festivals d'été.

## Influences et style musical
Gama Bomb fait partie de la nouvelle scène du thrash metal. Le groupe a pris pour inspiration les formations de Thrash metal des années 80. Parmi les formations modèles, on peut évidemment citer Anthrax mais aussi Slayer, Megadeth, Exodus, Dark Angel, Sodom, Kreator. Le groupe a repris les principales caractéristiques des groupes cités : le rythme rapide, les solos de guitares nombreux et très techniques, des compositions brutales.
Gama Bomb fait aussi partie de la scène revival thrash, aux côtés des groupes Evile, Municipal Waste, Avenger of Blood, Bonded By Blood, Merciless Death, Fueled By Fire, Mantic Ritual, Dekapitator, Warbringer et Violator.

## Membres

### Membres actuels
- Philly Byrne - chant
- Domo Dixon - guitare
- Joe McGuigan - basse
- Paul Caffrey - batterie

### Ancien membre
- Luke Graham - guitare

## Discographie

### Albums studio
- 2006 : Survival of the Fastest
- 2008 : Citizen Brain
- 2009 : Tales from the Grave in Space
- 2015 : Untouchable Glory
- 2018 : Speed Between the Lines
- 2020 : "Sea Savage"
- 2024 :  BATS

### Autres
- 2002 : The Survival Option (démo)
- 2004 : The Fatal Mission (single)
- 2007 : Zombi Brew (EP)
- 2013 :  Terrorscope (single)
- 2015 : Ninja Untouchables/Untouchable Glory (single)
- 2015 : She Thing (single)